# Zygopetalum pabstii
Zygopetalum pabstii är en orkidéart som beskrevs av Antonio Luiz Vieira Toscano. Zygopetalum pabstii ingår i släktet Zygopetalum och familjen orkidéer. Inga underarter finns listade i Catalogue of Life.